# میدان سی‌ای‌بی‌سی
میدان سی‌ای‌بی‌سی (انگلیسی: CIBC Square) (در مراحل اولیه توسعه به عنوان بی پارک سنتر شناخته می‌شود) یک مجتمع اداری در حال ساخت در محله کور جنوبی تورنتو، انتاریو، کانادا است. این مجموعه، واقع در خیابان بی در جنوب خیابان فرانت (تورنتو)، توسعه مشترک ایوانهو کمبریج و شرکت هاینس است.